# Tuli Mateialona
Tuli Mateialona (* 1971) ist ein ehemaliger tongaischer Footballspieler.

## Laufbahn
Mateialona spielte in den Vereinigten Staaten am College of San Mateo im Bundesstaat Kalifornien und dann in den Jahren 1992 und 1993 an der University of New Mexico. Er kam als Linebacker zum Einsatz.
1994 wechselte er in die Football-Bundesliga nach Deutschland und spielte dort für die Hanau Hawks. Er blieb bis 1997 in der hessischen Stadt und arbeitete in dieser Zeit teils neben seiner Spielertätigkeit auch im Trainerstab mit. In den Jahren war er als Spielertrainer bei den Obertshausen Blizzards tätig. Zum Spieljahr 2000 wechselte er zu den Hamburg Blue Devils und 2001 zu den Braunschweig Lions weiter. Bei den Niedersachsen blieb der 1,88 Meter messende und während dieser Zeit 117 Kilogramm wiegende Mateialona bis 2004. Er gewann mit Braunschweig 2003 den Eurobowl. In den Spieljahren 2001, 2002, 2003 und 2004 wurde er mit der Mannschaft deutscher Vizemeister, 2002 stand er mit Braunschweig ebenfalls im Eurobowl, unterlag dort aber. Er war in Braunschweig teils nicht nur Spieler, sondern auch als Co-Trainer beschäftigt.
Bereits während seiner Spielerzeit und nach dessen Ende war er hauptberuflich im Footballsport tätig: Von 2001 bis 2003 war er bei Frankfurt Galaxy ebenso wie 2004 bei den Cologne Centurions und von 2005 bis 2007 bei den Hamburg Sea Devils für organisatorische Aufgaben rund um die Mannschaft sowie in Hamburg auch für die Heimspielabläufe verantwortlich. Mateialona war Mitgründer des American-Football-Vereins Frankfurt Family.
2008 arbeitete er am Aufbau der geplanten US-Liga All American Football League mit, deren Gründung letztlich jedoch platzte. 2009 wurde er im Betreuerstab der deutschen Football-Nationalmannschaft tätig und kümmerte sich um organisatorische Abläufe. 2010 war Mateialona bei der Mannschaft Sac Mountain Lions in der US-Liga United Football League (UFL) für die Veranstaltungsleitung verantwortlich. Er ließ sich im Raum San Francisco nieder.